# Alonso de Bonilla
Alonso de Bonilla y Garzón (Baeza, 1570-Ib., 1642) fue un poeta castellano, que a partir de su posición manierista es considerado, junto a Alonso de Ledesma, precursor del conceptismo, tanto por el aspecto formal como por la temática de su obra.

## Biografía
Su vida es poco conocida, pero su fama entre los poetas de su época hizo que el mismo Lope de Vega le llamara «La maravilla octava del Parnaso», elogiando su poesía en La Filomena, El laurel de Apolo y en las Aprobaciones. Aparte su labor poética, Alonso de Bonilla se ganaba la vida como platero, y de hecho hay constancia de que en 1611 se le retribuyó por la confección de un relicario. Igualmente se tiene constancia de su devoción por la Pasión de Cristo, ya que perteneció a las hermandades baezanas del Cristo de la Sangre —en la que actuó como fiscal durante algún tiempo— y del Santo Cristo de La Yedra. Al poco de morir, su hijo Andrés publica en Baeza la obra póstuma de su padre Nombre y atributos de la impecable siempre Virgen María.

## Obras
- Peregrinos pensamientos, de mysterios divinos, en varios versos y glosas dificultosas (Baeza: Pedro de la Cuesta, 1614)
- Glosas a la inmaculada y pura Concepción de la siempre Virgen María... (Baeza, Pedro de la Cuesta, 1615)
- Letras y romances nuevos al Santísimo Sacramento (Sevilla, 1617)
- Nuevo jardín de flores divinas (1617)
- Nombres y atributos de la impecable siempre Virgen María... (Baeza: Pedro de la Cuesta, 1624)